# Кагальное (озеро)
Кагальное (бел. Кагальнае) — озеро в городе Глубокое Витебской области Республики Беларусь. Относится к бассейну реки Берёзовка.

## Название
Ранее озеро носило название Глубокое и, по одной из версий, дало название городу. Название «Кагальное» — народное и закрепилось до 1939 года, когда местная еврейская община — кагал арендовала озеро. Теперь это единственный еврейский гидроним на территории Белоруссии.

## Физико-географическая характеристика
Площадь зеркала составляет 0,155 км². Длина озера — 0,62 км, наибольшая ширина — 0,38 км. Длина береговой линии — 1,68 км. Наибольшая глубина — 5 м, средняя — 2,86 м. Объём воды в озере — 0,44 млн м³.
Берега озера песчаные, преимущественно возвышенные, местами застроенные, местами поросшие кустарником. Мелководье узкое, песчаное. На глубине дно илистое. Зарастание водоёма умеренное.
В озеро Кагальное впадают два ручья из озёр Беглец и Кривое. На севере имеется узкая протока в озеро Великое.
В озере водятся окунь, плотва, лещ, щука, линь и другие виды рыб.

## Благоустройство
По данным на 2012 год, ведётся благоустройство набережной озера. Устроена прогулочная дорожка, берег очищен от зарослей и кустарников. Ведутся работы по перекладке канализационных труб. Стоимость благоустройства составляет 900 млн рублей.